# Семипалатная крепость
Семипала́тная крепость — сторожевое укрепление Иртышской линии в Южной Сибири. Часть построек крепости находится в городе Семей на востоке современного Казахстана.

## История
В 1718 году исследователи из экспедиции Василия Чередова, двигаясь по реке Иртыш, заложили на его берегах Семипалатную крепость, там, где ранее стоял джунгарский город-монастырь «Доржинкит», от которого сохранились семь крупных храмовых строений — «семь палат».
О Доржинките упоминается в 1616 году — в грамоте царя Михаила Фёдоровича, как об одном из крупных городов на Иртыше. Город также упоминался в русских источниках XVII века как застроенный в бухарском стиле, «о чудских (красивых) палатах». Доржинкит пришёл в упадок в период так называемых казахско-джунгарских войн.
Прямоугольная деревянная крепость имела по углам бастионы. Крепость располагалась на низком месте, среди болот. При крепости были построены солдатские слободы.
В 1745 году крепость вошла в состав Сибирской губернии, а в 1783 году получает статус города и становится центром Семипалатинского уезда.
В 1767 году генерал-поручик И. И. Шпрингер по собственному усмотрению выбрал место для возведения новой крепости на 12 вёрст выше от прежней крепости по течению Иртыша и утвердил её план-проект, так как старая крепость с северо-восточной стороны имела поблизости песчаные горы (сопки), с которых её внутренняя территория хорошо просматривалась, а перед самой крепостью по реке тянулись заросшие лесом острова, которые, скрывая приближение противника с заречной стороны, препятствовали действию крепостной артиллерии.
В 1770—1776 годы ведутся строительные работы новой четырёхугольной крепости, строго квадратной в плане с четырьмя бастионами посередине фронтов. Улицы внутри крепости были распланированы по строго прямоугольной сетке, которая накладывалась и на кварталы Казачьего и Верхнего форштадта.
Стали различаться Старая Семипалатная крепость и Новая Семипалатная крепость. С годами названия и статус этих населённых пунктов менялись и сейчас на картах они обозначены как посёлок Старая крепость и город Семей.

## Современное состояние
На месте старой Семипалатной крепости не осталось каких-либо сооружений тех лет, сейчас там находится поселок с названием «Старая крепость», в его окрестностях ведут раскопки местные археологи-волонтёры. От новой крепости остались заново выстроенные в 1973 году Ямышевские крепостные ворота, а также старинные пушки.

## Статьи и публикации
- Михнова П. В. Среда и архитектурно-художественная система исторических городов Северо-Восточного Казахстана: начало XVIII - начало XXI вв. // Новосиб. гос. архитектур.-худож. академия. — 2007. — 219 с.
- Крепость Семипалатная // Официальный сайт Семипалатинского благочиния Усть-Каменогорской и Семипалатинской епархии Митрополичьего округа Русской Православной Церкви в Казахстане. — 2017. — 4 мая.
- Ямышевские ворота - памятник архитектуры XVIII века // SemeyNet : новостной портал. — 2016. — 5 октября.